# Bognár András (földrajztudós)
Bognár András (Zdenci, 1937. március 9. – Zágráb, 2019. április 26.) horvátországi magyar geográfus, geomorfológus.

## Életútja
1964 szerzett diplomát a Zágrábi Egyetemen. 1965 és 1968 között Pélmonostoron gimnáziumi tanár volt. 1968 és 1975 között a Zágrábi Egyetem tanársegédje, 1975 és 1982 között a Természetföldrajzi Tanszéken adjunktus, 1982 és 1986 között docens, 1986 és 1992 között rendkívüli, 1992-től rendes professzor volt. 1989 és 1991 között a Horvát Földrajzi Társaság elnökhelyettese, 1987-től a Magyar Földrajzi Társaság tiszteletbeli tagja volt. Fő kutatási területe Horvátország felszínfejlődése, különös tekintettel a löszökre és löszös üledékekre.

## Díjai
- Kemény Zsigmond-díj (2004)

## Művei
- Romania (1975)
- Geomorphology of Baranya (1990)
- Geomorphological Map of Croatia (1992)
- Fragen der Rumpfläcken und Pedimente im Gebiet de Äusseren Dinariden (1995)
- Glaciation Traces of Central Velebit (1997)
- Traces of Glaciation of North Velebit (1998)
- Glaciation Traces of the Risnjak Mountain (1998)
- The Loess Island og Kvarner Region (1998)
- A horvátországi magyarság demográfiai fejlődése a legrégibb időktől máig (2001)
- Bognár András–Horváth M. László–Vladimir Geiger: A magyarok és németek vesztesége Horvátországban és Bácskában 1944/45-ben és a háború után; Horvátországi Magyar Tudományos és Művészeti Társaság, Zágráb, 2018
- A magyarság népesedési fejlődése Horvátország mai területén a legrégibb időktől máig; HMTMT, Zágráb, 2020